# Resolutie 2728 Veiligheidsraad Verenigde Naties
Resolutie 2728 van de Veiligheidsraad van de Verenigde Naties werd aangenomen op 25 maart 2024,

## Achtergrond
De resolutie werd voorgesteld door de niet-permanente leden, en volgde op eerdere resoluties, die telkens werden tegengehouden: op 18 oktober en 8 december 2023, en op 20 februari 2024 door een veto van de Verenigde Staten, en op 22 maart 2024 door een veto van China en Rusland.
Een mondeling amendement ingediend door Rusland om het woord "permanent" opnieuw in te voegen, kreeg 3 stemmen voor (Algerije, China, Rusland), 11 onthoudingen, 1 tegen (Verenigde Staten), en haalde het bijgevolg niet. 
De premier van Israël reageerde dat hij een reis van een Israëlische delegatie naar de VS zou annuleren als de VS geen veto uitspraken tegen de resolutie. Politieke waarnemers vreesden in de nasleep op een toenemend internationaal isolement van Israël.
De resolutie had een bindend karakter, in het algemeen volgens artikel 25 van het VN-Handvest en volgens juristen, en meer specifiek in dit geval, bevestigd door bijna alle VN-lidstaten. Alleen de Verenigde Staten beschouwden de resolutie als “niet-bindend”.

## Inhoud
Met deze resolutie eiste men een onmiddellijk staakt-het-vuren van de oorlog tussen Israël en Hamas tijdens de maand Ramadan, als aanzet tot een duurzaam staakt-het-vuren. Tevens werd de onvoorwaardelijke vrijlating geëist van alle gijzelaars. De resolutie werd goedgekeurd door 14 van de 15 leden, terwijl de Verenigde Staten zich onthielden. 
Lijst ·  2725 ·  2726 ·  2727 ·  2728 ·  2729 ·  2730 ·  2731 ·  2732 ·  2733